# GlaxoSmithKline
«ГлаксоСмитКлайн», GlaxoSmithKline, GSK — британская фармацевтическая компания, одна из крупнейших в мире. Штаб-квартира — в Брентфорде, пригороде Лондона.
Компания имеет первичный листинг на Лондонской фондовой бирже и входит в индекс FTSE 100. По состоянию на март 2022 года её рыночная капитализация составляла 76 млрд фунтов стерлингов (около $103 млрд), что является четвёртым по величине на Лондонской фондовой бирже. GlaxoSmithKline также имеет вторичный листинг на Нью-Йоркской фондовой бирже. В списке крупнейших компаний мира Forbes Global 2000 за 2021 год GlaxoSmithKline заняла 97-е место (218-е по размеру выручки, 67-е по чистой прибыли, 345-е по активам и 156-е по рыночной капитализации).
Компания разработала первую вакцину против малярии, RTS,S, которая, по её словам, в 2014 году будет доступна по цене на пять процентов выше её стоимости. Продукты, разработанные GSK и её предшественниками, включают несколько препаратов, внесенных в Примерный перечень ВОЗ основных лекарственных средств, такие как амоксициллин, меркаптопурин, пириметамин и зидовудин.
В 2012 году GSK признала себя виновной в продвижении лекарств для несанкционированного использования, непредставлении данных о безопасности и откатах врачам в США и согласилась выплатить компенсацию в размере $3 млрд. (1,9 млрд фунтов стерлингов). На тот момент это было крупнейшее дело о мошенничестве в сфере здравоохранения в этой стране и крупнейшее урегулирование спора фармацевтической компании.

## История
GlaxoSmithKline образована в 2000 году путём слияния компаний Glaxo Wellcome и SmithKline Beecham. Они, в свою очередь, вобрали в себя большое количество компаний из Европы, США и других регионов. Старейшим предшественником считается открытая в 1715 году в Лондоне аптека Plough Court, позже ставшая компанией Allen and Hanburys, Ltd.

### Glaxo Wellcome
История Glaxo началась в 1873 году, когда Джозеф Эдвард Натан основал в Новой Зеландии торговую компанию Joseph Nathan and Co. В 1904 году компания начала производство сухого молока и детского питания на его основе под торговой маркой Glaxo. В 1908 году был открыт филиал в Лондоне, а в 1920-х годах также в Индии и Южной Америке. С 1923 года компания начала добавлять в молочные смеси витамин D, а позже и другие витамины. В годы Второй мировой войны компания начала производство пенициллина, анальгетиков и витаминных препаратов. В 1947 году компания была зарегистрирована как Glaxo и сосредоточилась на производстве медикаментов. В 1950-е и 1960-е годы компания росла за счёт поглощений (Allen & Hanburys была поглощена в 1958 году), важным направлением для неё стало производство кортикостероидов. В 1978 году была куплена компания Meyer Laboratories, ставшая основой деятельности в США. В это же время на рынок был выпущен противоязвенный препарат Зантак (ранитидин), к концу 1980-х годов ставший самым продаваемым рецептурным препаратом в мире; его производство было лицензировано в ряде стран, оборот Glaxo с 1980 по 1988 год утроился до 1 млрд фунтов. В начале 1990-х годов Glaxo с успехом вышла на рынки КНР и Восточной Европы, на 1992 год на неё приходилось 3,7 % продаж фармацевтических компаний мира. В 1995 году произошло слияние с компанией Wellcome (основанной в 1880 году), в результате образовалась компания Glaxo Wellcome plc.

### SmithKline Beecham
Продажу слабительного Beecham's Pills (Пилюли Бичема) Томас Бичем начал в 1847 году в Уигане. Его компания Beecham одной из первых в Великобритании начала применять агрессивный маркетинг, размещая свою рекламу в газетах и даже на парусах судов. К концу XIX века пилюли Бичема продавались в США и на всей территории Британской империи. В начале XX века дела компании пошли на спад, вплоть до 1928 года, когда её купил финансист Филип Хилл. Он приобрёл патенты на несколько популярных лекарств, ассортимент продукции пополнился шампунем, зубной пастой, косметикой и парфюмерией, а также напитками. В 1943 году была открыта научной исследовательская лаборатория компании. В 1958 году ей удалось выделить 6-аминопенициллиновую кислоту (основу пенициллинов), что открыло путь к созданию полусинтетических антибиотиков. В 1961 году начались продажи Пенбритина (ампициллина), высокий спрос на который привёл к строительству новой фабрики; не менее успешным был выпущенный на рынок в 1972 году Амоксил (амоксициллин). Кроме антибиотиков компания разрабатывала противоаллергические препараты и антидепрессанты. Также компания продолжала расширять ассортимент потребительских товаров, особенно в США; в 1985 году было куплено косметическое и парфюмерное подразделение BAT Industries. В 1981 году начались продажи антибиотика Аугментин. Несмотря на его успех, в сердине 1980-х годов в компании начался спад, был продан ряд непрофильных активов. В 1989 году Beecham объединилась с SmithKline Beckman Corporation.
Компания SmithKline ведёт свою историю с 1830 года, когда Джон Смит открыл в Филадельфии свой первый аптекарский магазин. В 1865 году в неё пришёл Малон Клайн (Mahlon Kline), с 1875 года компания стала называться Smith, Kline & Company. В 1891 году была куплена компания French, Richards & Company, в связи с чем название было изменено на Smith, Kline & French (SK&F). Ассортимент компании включал широкий спектр косметических и лекарственных средств. В 1940-х годах была создана своя лаборатория, где начале 1950-х годов был разработан первый в мире антипсихотик Торазин (хлорпромазин). Другими успешными разработками были Декседрин (дексамфетамин, 1952 год) и средство от насморка Контак (1960 год). В 1976 году начались продажи противоязвенного препарата Тагамет (циметидин), к 1989 году он стал первым лекарственным средством с продажами более 1 млрд долларов, а его разработчик, Джеймс Блэк, получил Нобевскую премию по медицине. В 1982 году были куплены компании Allergan (средства по уходу за глазами и кожей) и Beckman (медицинское оборудование); название было изменено на SmithKline Beckman Corporation.
На момент слияния в 1989 году SmithKline Beecham вошла в пятёрку крупнейших фармацевтических компаний мира с оборотом 6,9 млрд долларов. Были проданы не профильные активы, среди успешных разработок 1990-х годов были Релафен (набуметон) для лечения артрита, вакцины от гепатита, антидепрессант Сероксат/Паксил (пароксетин). Также компания заняла в США около 90 % рынка товаров для желающих бросить курить (никотиновые пластыри и жевательная резинка).

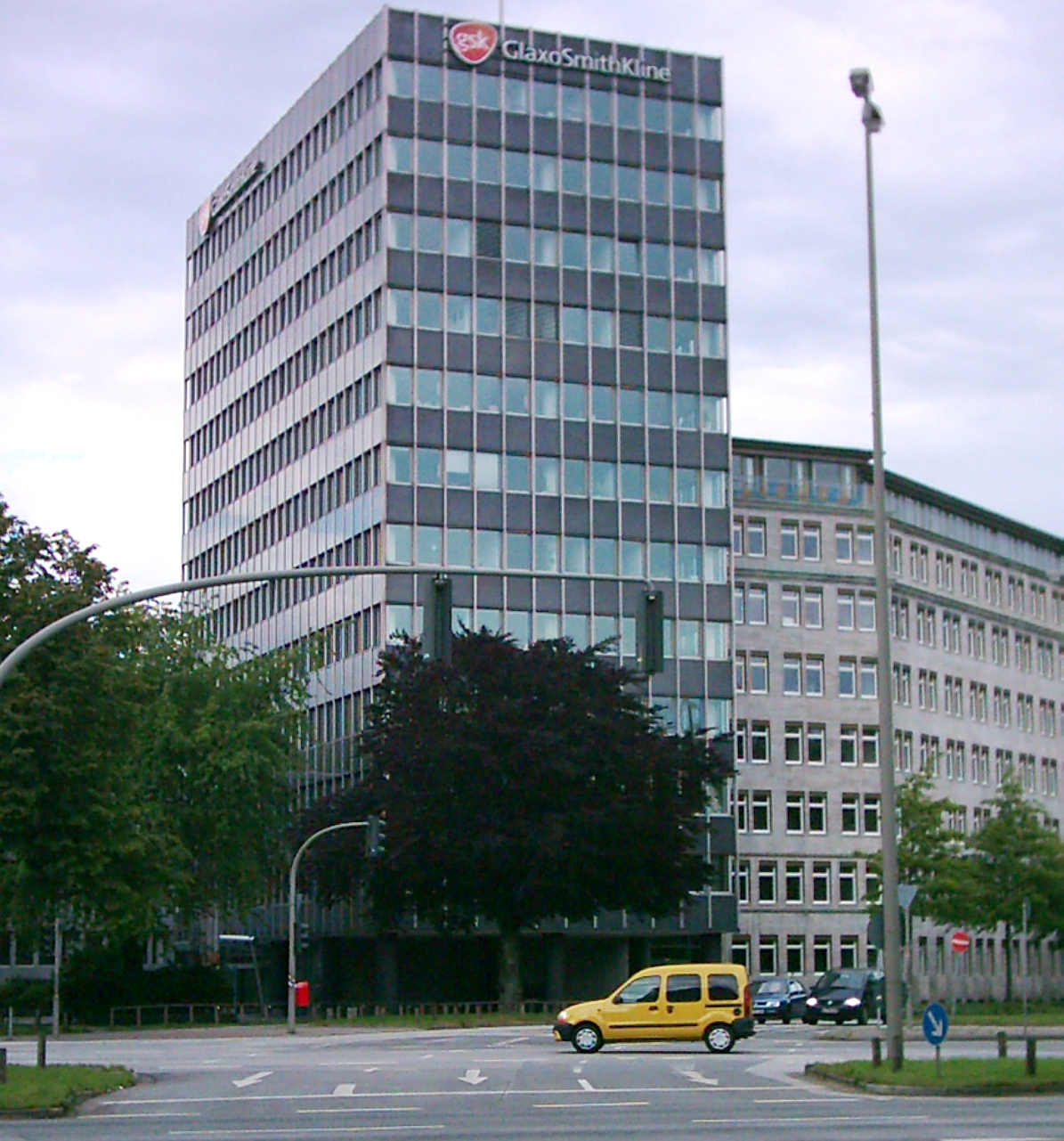
GlaxoSmithKline (Гамбург)

### GlaxoSmithKline
Переговоры о слиянии Glaxo Wellcome и SmithKline Beecham начались в 1998 году, но стороны не сошлись в вопросе, кто возглавит объединённую компанию. В начале 2000 года в SmithKline Beecham произошла смена руководства, её генеральным директором стал Жан-Пьер Гарнье, переговоры были возобновлены, и в конце того же года сделка стоимостью 70 млрд долларов была окончательно оформлена, Гарнье стал CEO GlaxoSmithKline. С оборотом 22,5 млрд долларов компания стала крупнейшим в мире производителем лекарств.
В 2018 году компания провела сокращения в представительствах в 29 странах Африки, а также закрыла производство лекарств в Бангладеш.
В марте 2018 года компания выкупила у швейцарской Novartis долю в совместном предприятии по производству безрецептурных лекарств. Стоимость сделки составила 13 млрд долларов.
В июле 2018 года былр объявлено о начале сотрудничества с американской компанией персональной геномики 23andMe с целью исследований и разработки новых препаратов с учётом генетического анализа. Объявленный срок партнерства — 4 года. Сумма инвестиций в акционерный капитал 23andMe на этот период составит 300 млн долларов.
В декабре 2018 года GSK и Pfizer объявили об открытии совместного предприятия на базе собственных безрецептурных бизнесов. Контрольный пакет акций объединённой компании будет принадлежать GSK — 68 %, доля Pfizer — 32 % .
В январе 2019 года завершена сделка по покупке американского разработчика противоопухолевых препаратов Tesaro. Сумма сделки составила $5,1 млрд. В феврале 2019 года было объявлено о сотрудничестве в области разработки противоопухолевых препаратов с немецкой Merck KGaA. По условиям договора, GSK приобретает права на разработанные Merck экспериментальные иммунотерапевтические препараты за $4,2 млрд.
В июле 2020 года GSK приобрела 10 % акций в немецкой биотехнологической компании CureVac.

## Собственники и руководство
- Джонатан Саймондс (Sir Jonathan Symonds, CBE, род. в 1959 году) — председатель совета директоров компании с сентября 2019 года; ранее был членом совета директоров HSBC, главным финансовым директором фармацевтических компаний Novartis и AstraZeneca.
- Эмма Уолмсли[англ.] (Dame Emma Walmsley, род. в 1970 году) — главный исполнительный директор с 2017 года, в компании с 2010 года; до этого работала в L’Oreal; также член совета директоров Microsoft.

## Деятельность
Основные производственные мощности сконцентрированы в Великобритании, Испании, Ирландии, США и Сингапуре. Основные продажи обеспечивают препараты по терапевтическим направлениям: респираторные заболевания, онкология, ВИЧ/СПИД, диабет, психические расстройства, профилактика инфекционных заболеваний (вакцины для различных возрастных групп), препараты, продающиеся в аптеках по рекомендации врача (Аугментин, Бекотид, Зинацеф, Зиннат, Фортум, Энергин и др.) и симптоматические препараты, продающиеся в аптеках без рецепта (Панадол, Колдрекс, Солпадеин и др.). Главным рынком сбыта являются США — 15,1 млрд из 34,1 млрд фунтов выручки в 2021 году, в Европе продажи составили 7,8 млрд фунтов.
GSK ведёт большую исследовательскую работу; основные научные центры компании расположены в Гринфорде (пригород Лондона), Харлоу (Великобритания), а также в штатах Северная Каролина и Пенсильвания (США).

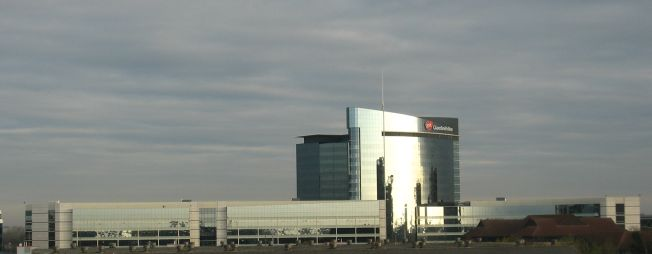
Британская штаб-квартира компании

По состоянию на февраль 2018 года GSK реализовывала свою продукцию более чем в 160 странах. Общий объём продаж в мире по итогам 2017 года составил 30,186 млрд фунтов стерлингов. Продажи инновационных продуктов (запущенных в производство в течение последних трёх лет) составили около 13 % от общего объёма продаж.
Основные подразделения по состоянию на 2021 год:
- Фармацевтическая продукция — выручка 17,7 млрд фунтов;
- Вакцины — выручка 6,8 млрд фунтов;
- Потребительские товары — зубная паста, безрецептурные препараты (анальгетики, витамины, пищевые добавки и др.); выручка 9,6 млрд фунтов.

|                      | 2002  | 2003  | 2004  | 2005  | 2006  | 2007  | 2008  | 2009  | 2010  | 2011  | 2012  | 2013  | 2014  | 2015  | 2016  | 2017  | 2018  | 2019  | 2020  | 2021  |
| -------------------- | ----- | ----- | ----- | ----- | ----- | ----- | ----- | ----- | ----- | ----- | ----- | ----- | ----- | ----- | ----- | ----- | ----- | ----- | ----- | ----- |
| Оборот               | 21,21 | 21,12 | 19,99 | 21,66 | 23,23 | 22,72 | 24,35 | 28,37 | 28,39 | 27,39 | 26,43 | 26,51 | 23,01 | 23,92 | 27,89 | 30,19 | 30,82 | 33,75 | 34,10 | 34,11 |
| Чистая прибыль       | 0,413 | 2,420 | 2,732 | 3,336 | 4,465 | 5,310 | 4,712 | 5,669 | 1,853 | 5,458 | 4,678 | 5,628 | 2,831 | 8,372 | 1,062 | 2,169 | 4,046 | 5,268 | 6,388 | 5,096 |
| Активы               | 19,50 | 21,92 | 22,94 | 27,20 | 25,55 | 31,00 | 39,39 | 42,86 | 42,23 | 41,08 | 42,01 | 42,59 | 41,03 | 53,45 | 59,08 | 56,38 | 58,07 | 79,69 | 80,43 | 79,10 |
| Собственные средства | 4,647 | 5,597 | 5,937 | 7,570 | 9,648 | 9,910 | 8,318 | 10,74 | 9,745 | 8,827 | 6,737 | 7,812 | 4,963 | 8,878 | 4,963 | 3,489 | 3,672 | 18,36 | 20,81 | 21,34 |

### Вакцины GlaxoSmithKline
Ежедневно компания производит более 3 миллионов доз вакцин, направленных на предотвращение более пятнадцати заболеваний, которые поставляются в 176 стран мира, более 80 % — в развивающиеся страны. В настоящее время компанией зарегистрировано более 30 вакцин, из которых более половины являются комбинированными вакцинами для всех возрастных групп для профилактики от двух до шести заболеваний одновременно.
GlaxoSmithKline Biologicals является глобальным подразделеним компании GSK, занимающимся разработкой и производством инновационных вакцин, включая профилактические и педиатрические вакцины. GlaxoSmithKline Biologicals подписала партнёрские соглашения с правительствами и академическими учреждениями для создания вакцины против ВИЧ (с IAVI — Международной инициативой по созданию вакцины против СПИДА и с Институтом Пастера во Франции), туберкулёза (с Фондом AERAS) и малярии (c MVI — Международной инициативой по созданию вакцины против малярии).
Компания разработала следующие вакцины:
- вакцину против краснухи (1969 год);
- термостабильную вакцину против кори (1976 год);
- рекомбинантную вакцину против гепатита B (1986 год);
- вакцину против гепатита A (1992 год);
- комбинированную вакцину для профилактики коклюша, дифтерии, столбняка и гепатита B (1996 год) (Инфанрикс);
- вакцину против гриппа (Флюарикс);
- единственную в мире комбинированную вакцину для одновременной профилактики гепатитов A и В (1996 год);
- комбинированную вакцину для профилактики гепатита A и брюшного тифа (1999 год);
- несколько комбинированных педиатрических препаратов, основанных на отдельных антигенах возбудителя коклюша (1996—2000 годы);
- комбинированные вакцины против менингококковых и гемофильной инфекций (2003 год);
- вакцину против ротавирусного гастроэнтерита (2004 год)
- вакцину против опоясывающего лишая (2018)

В настоящее время в различных стадиях разработки находятся профилактические вакцины против ВИЧ, пневмококковой инфекции для детей и пожилых, опоясывающего герпеса, туберкулёза, лихорадки Денге, птичьего гриппа, гепатита E, вируса Эпштейна-Барр, малярии, генитального герпеса, и лечебные вакцины против рака простаты, рака молочной железы, немелкоклеточного рака легкого, меланомы.
Заводы по производству вакцин расположены в Бельгии (со штаб-квартирой в городе Риксенсарте), Франции, Германии, Венгрии, России, Индии, Китае, Сингапуре, США и Канаде.

### GlaxoSmithKline в России
В России у компании имеется предприятие в Подмосковье по производству рекомбинантной вакцины против гепатита B, вакцины против гепатита A, вакцины против гриппа.
В июне 2016 года компания GSK Consumer Healthcare провела слияние с компанией Novartis Consumer Health в России.
В 2018 году GlaxoSmithKline выиграла пять тендеров на поставку Минздраву РФ препаратов против ВИЧ, гепатита В, С и туберкулеза. Общая сумма тендеров составила 1,1 млрд руб, а в список вошли препараты: маравирок, долутегравир, зидовудин, ламивудин и фосампренавир.

## Продукция компании
Вакцины GlaxoSmithKline
В России компанией зарегистрированы многие вакцины (см. выше).
Лекарственные препараты
GlaxoSmithKline производит лекарственные препараты, продающиеся в аптеках по рецепту или рекомендации врача:
- Авандия (росиглитазон) — пероральное гипогликемизирующее средство
- Авандамет (росиглитазон/метформин) — комбинированное пероральное гипогликемизирующее средство
- Аводарт (дутастерид) — антиандрогенное средство
- Актифед (трипролидин/псевдоэфедрин) — средство для лечения насморка
- Атрианс (неларабин) — противоопухолевое средство
- Арзерра (офатумумаб) — противоопухолевое средство
- Аугментин (амоксициллин/клавулановая кислота) — комбинированный антибиотик широкого спектра действия
- Бактробан (мупироцин) — антибиотик широкого спектра действия
- Бенлиста (белимумаб) — иммунодепрессивное средство для терапии системной красной волчанки
- Валтрекс (валацикловир) — противовирусное средство
- Веллбутрин (бупропион) — антидепрессант
- Вотриент (пазопаниб) — противоопухолевое средство
- Гикамтин (топотекан) — противоопухолевое средство
- Зеффикс, Эпивир ТриТиСи (ламивудин) — противовирусное средство
- Зинацеф, Зиннат (цефуроксим) — цефалоспориновый антибиотик II поколения
- Зантак (ранитидин) — противоязвенное средство
- Зовиракс (ацикловир) — противовирусное средство
- Зофран (ондансетрон) — противорвотное средство
- Имигран (суматриптан) — противомигренозное средство
- Ламиктал (ламотриджин) — противосудорожное и нормотимическое средство
- Нарамиг (наратриптан) — противомигренозное средство
- Оксибрал, Оксибрал CR (винкамин) — средство, улучшающее мозговое кровообращение
- Паксил (пароксетин) — антидепрессант
- Реленза (занамивир) — противовирусный препарат
- Револейд (элтромбопаг) — стимулятор гемопоэза
- РеКвип Модутаб (ропинирол) — противопаркинсоническое средство
- Тайверб (лапатиниб) — противоопухолевое средство
- Телзир (фосампренавир) — противовирусное средство
- Тризивир (абакавир/зидовудин/ламивудин) — комбинированное противовирусное средство
- Фарингин (холина салицилат) — препарат для лечения заболеваний горла
- Фортум (цефтазидим) — цефалоспориновый антибиотик III поколения
- Торазин (хлорпромазин) — нейролептик

Серия средств для лечения аллергических заболеваний верхних дыхательных путей:
- Авамис, Фликсотид, Фликсоназе (флутиказон)
- Вентолин (сальбутамол)
- Семпрекс (акривастин)
- Серетид (сальметерол/флутиказон)
- Серевент (сальметерол)

Препараты для лечения дерматологических заболеваний:
- Бактробан (мупироцин)
- Вартек (подофиллотоксин)
- Дермовейт (клобетазол)
- Дуак
- Дуофилм (молочная кислота/салициловая кислота)
- Изотрексин (изотретиноин/эритромицин)
- Кутивейт (флутиказон)
- Ойлатум
- Себипрокс
- Физиогель
- Шингрикс

Продукция GlaxoSmithKline Consumer Healthcare
GlaxoSmithKline Consumer Healthcare производит препараты, продающиеся в аптеках без рецепта (применяемые по принципу ответственного самолечения), и средства по уходу за телом и полостью рта. К препаратам компании GlaxoSmithKline, продающимся без рецепта, относятся:
- симптоматические средства для лечения простуды и гриппа — семейство Колдрекс, Терафлю,
- жаропонижающие средства Панадол, Калпол,
- противоаллергические средства Фенистил, Тавегил,
- противогрибковое средство Ламизил,
- обезболивающие средства Солпадеин, Вольтарен, Экседрин,
- средства для лечения насморка Виброцил, Отривин,
- средство для лечения кашля Синекод,
- детский крем для профилактики пелён. дерматита Драполен..

GlaxoSmithKline Consumer Healthcare также производит средства по уходу за полостью рта:
- зубные пасты Аквафреш, Сенсодин, Пародонтакс,
- серию средств по уходу за зубными протезами Корега.

## Критика деятельности компании
- Итальянская налоговая полиция (Guardia di Finanza) установила, что с 1999 по 2002 год GlaxoSmithKline израсходовала 288 миллионов евро на «подношения» врачам и фармацевтам для продвижения своих препаратов на итальянском рынке. «Подношения» были весьма разнообразными — от фотоаппаратов и компьютеров до наличных[33].
- Компания длительное время отрицала проблему привыкания к антидепрессанту паксилу (пароксетину). По данным ВОЗ, у пациентов, принимающих пароксетин, имеются наиболее тяжёлые по сравнению с пациентами, принимающими любые другие антидепрессанты, проблемы отмены. В 2002 году FDA опубликовала предупреждение, а Международная федерация ассоциаций фармацевтических производителей объявила по американскому телевидению о том, что компания GlaxoSmithKline виновна во введении общественности в заблуждение относительно паксила[34].
- После включения в 1997 году социофобии в список показаний к применению пароксетина SmithKline Beecham начала рекламную кампанию стоимостью в 90 миллионов долларов, в ходе которой потенциальных потребителей убеждали, что социофобия широко распространена и что ею страдает каждый восьмой из взрослых американцев (в действительности социофобия встречается не более чем у 1—2 % людей). Обычные человеческие эмоции в ходе этой кампании трактовались как признак тяжёлого психического заболевания[35].
- В 2001 году GlaxoSmithKline опубликовала результаты исследования 329, якобы показавшего, что пароксетин — эффективное лекарство при применении его у детей и подростков. Исследование стало широко известным и цитируемым: к 2010 году его цитировали не менее чем 184 раза. В действительности же исследование 329 являлось отрицательным в отношении эффективности по всем восьми исходам и положительным в демонстрации вреда, однако эти факты были искажены в ходе манипуляции с данными, и опубликованная статья теневого авторства (имевшая целых 22 «автора») в результате представила отчёт о положительных эффектах. Генеральный прокурор штата Нью-Йорк в 2004 году подал в суд на GlaxoSmithKline за обман потребителей в отношении вреда, вызываемого пароксетином, что привело к раскрытию архивов компании в рамках урегулирования дела. Помимо данных о неэффективности пароксетина, обнаружилось, что по меньшей мере восемь детей стали суицидальными при приёме этого препарата, в то время как в группе плацебо — только один[34].
- В 2003 году GlaxoSmithKline заплатила 88 миллионов долларов по гражданскому штрафу за чрезмерное взимание денег с программы Medicaid за препарат паксил и назальный спрей от аллергии флоназ (флутиказон), а в 2006 году — 14 миллионов долларов по обвинению в завышенных ценах на паксил для правительственных медицинских программ[34].
- Из-за сокрытия компанией данных по пароксетину, свидетельствовавших о том, что препарат вызывал тяжёлые побочные эффекты у детей, в Великобритании в 2004 году началось беспрецедентное расследование, длившееся четыре года. Это расследование обстоятельств появления на рынке пароксетина было самым крупным из всех, которые проводило Агентство Великобритании по контролю за оборотом лекарств и медицинских товаров в связи с проверкой безопасности лекарств[36].
- Прокуратура Мюнхена установила, что около 4 тыс. немецких врачей в обмен за материальное вознаграждение старались прописывать своим пациентам лекарства, произведенные GlaxoSmithKline. Вознаграждения давались в виде оплаченных поездок за рубеж, наличных денег и ценных подарков. Британская компания частично признала обвинение и выразила желание сотрудничать со следствием[37].
- Компания виновна также в незаконном удерживании производителей дженериков вне рынка по истечении срока действия патента. В 2004 году она согласилась заплатить 175 миллионов долларов для урегулирования судебного иска, связанного с тем, что в нарушение антимонопольного закона GlaxoSmithKline заблокировала более дешёвые дженерики релафена (набуметон, препарат группы НПВС)[34].
- В 2007 году GlaxoSmithKline оказалась вовлечена в скандал в связи с тестированием вакцин на детях в возрасте от года до двух лет без согласия их родителей. В 2006 году Волгоградская областная прокуратура через суд добилась запрета клинических испытаний на детях новых вакцин Varilrix (против ветряной оспы) и комбинированной Priorix-Tetra (против кори, эпидемического паротита, краснухи и ветряной оспы), проводящихся на базе Отделенческой клинической больницы на станции Волгоград-1 ОАО «РЖД». Уголовное дело было возбуждено после заявления родителей одной из привитых девочек (по словам менеджера по внешним связям компании, дети прививались только после подписания согласия их родителями)[38]. В августе Генеральная прокуратура вынесла постановление о прекращении уголовного дела в отношении волгоградских медиков за отсутствием состава преступления[39].
- В связи с повышенным риском самоубийства на фоне приёма пароксетина против GlaxoSmithKline было подано несколько десятков судебных исков. Юристам пострадавших сторон удалось получить доступ к внутренней документации компании и сделать в результате её изучения вывод, что GlaxoSmithKline ещё в 1989 году имела сведения о восьмикратном повышении риска самоубийства при приёме её препаратов[40]. В частности, иск против компании подали родственники Дональда Шелла, убившего свою жену, дочь и внучку и покончившего с собой. Суд пришёл к выводу, что именно пароксетин, который принимал Шелл, явился причиной убийства трёх человек и самоубийства[41].
- В 2009 году закрыли завод компании в Пуэрто-Рико, производивший некачественные лекарства. Завод рассылал партии паксила, содержащие две различные дозы, и смешивал разные препараты, например авандию (роcиглитазон) с тагаметом (циметидин) и паксилом. GlaxoSmithKline признала свою вину и выплатила штраф в 750 миллионов долларов[34].
- В 2010 году Федеральная антимонопольная служба России (ФАС) признала рекламу препарата «Колдрекс» ненадлежащей[42].
- В 2012 году компания признала уголовные обвинения в незаконном продвижении психотропных препаратов паксил (пароксетин) и веллбутрин (бупропион) для офф-лейбл использования и в сокрытии отрицательных данных о безопасности противодиабетического препарата авандия (росиглитазон). GlaxoSmithKline согласилась выплатить штраф в размере трёх миллиардов долларов, а также удовлетворить гражданские иски по делам, связанными с так называемой «величайшей аферой в области здравоохранения» в США[43].

## Дочерние компании
Основные дочерние компании по состоянию на 2021 год:
- Австралия: GlaxoSmithKline Australia Pty Ltd; GlaxoSmithKline Consumer Healthcare Australia Pty Ltd
- Бельгия: GlaxoSmithKline Biologicals SA
- Бразилия: GlaxoSmithKline Brasil Limitada
- Великобритания: Glaxo Group Limited; Glaxo Operations UK Limited; GlaxoSmithKline Capital plc; GlaxoSmithKline Consumer Healthcare Holdings Limited; GlaxoSmithKline Consumer Healthcare (UK) Trading Limited; GlaxoSmithKline Consumer Trading Services Limited; GlaxoSmithKline Export Limited; GlaxoSmithKline Finance plc; GlaxoSmithKline Holdings Limited; GlaxoSmithKline Research & Development Limited; GlaxoSmithKline Services Unlimited; GlaxoSmithKline UK Limited; GlaxoSmithKline US Trading Limited; Glaxo Wellcome UK Limited; Setfirst Limited; SmithKline Beecham Limited; ViiV Healthcare Finance Limited; ViiV Healthcare Limited; ViiV Healthcare UK Limited
- Германия: GlaxoSmithKline Consumer Healthcare GmbH & Co. KG; GlaxoSmithKline GmbH & Co. KG; GSK Vaccines GmbH
- Индия: GlaxoSmithKline Asia Private Limited; GlaxoSmithKline Pharmaceuticals Limited
- Ирландия: GlaxoSmithKline Trading Services Limited
- Испания: GlaxoSmithKline S.A.; Laboratorios ViiV Healthcare, S.L.
- Италия: GlaxoSmithKline Consumer Healthcare S.r.l; GlaxoSmithKline S.p.A.; GSK Vaccines S.r.l.; ViiV Healthcare S.r.l.; Pfizer Consumer Manufacturing Italy S.r.l.
- Канада: GlaxoSmithKline Consumer Healthcare ULC/GlaxoSmithKline Soins De Sante Aux Consommateurs SRI; GlaxoSmithKline Inc.; ID Biomedical Corporation of Quebec; PF Consumer Healthcare Canada ULC/PF Soins De Sante SRI
- Китай: GlaxoSmithKline Limited; Sino-American Tianjin Smith Kline & French Laboratories Ltd; Wyeth Pharmaceutical Co. Ltd
- Пакистан: GlaxoSmithKline Pakistan Limited
- Польша: GSK Services Sp z o.o.
- Республика Корея: GlaxoSmithKline Korea Limited
- Россия: GlaxoSmithKline Healthcare AO; JSC GlaxoSmithKline Trading
- Сингапур: Glaxo Wellcome Manufacturing Pte Ltd.
- США: Alacer Corp; Block Drug Company, Inc.; Corixa Corporation; GlaxoSmithKline Capital Inc.; GlaxoSmithKline Consumer Healthcare Holdings (US) LLC; GlaxoSmithKline Consumer Healthcare, L.P.; GlaxoSmithKline Holdings (Americas) Inc.; GlaxoSmithKline LLC; Human Genome Sciences, Inc.; GSK Consumer Health, Inc.; GSK Equity Investments, Limited; Stiefel Laboratories, Inc.; Tesaro, Inc.; ViiV Healthcare Company
- Франция: GlaxoSmithKline Santé Grand Public; Laboratoire GlaxoSmithKline; ViiV Healthcare SAS
- Швейцария: GSK Consumer Healthcare SARL
- Япония: GlaxoSmithKline Consumer Healthcare Japan K.K.; GlaxoSmithKline K.K.